# Zisterzienserinnenabtei Les Salenques
Die Zisterzienserinnenabtei Les Salenques  war von 1353 bis 1792 ein Kloster der Zisterzienserinnen, zuerst in Les Bordes-sur-Arize, Département Ariège, ab 1575 in Montesquieu-Volvestre, Département Haute-Garonne, ab 1645 in Foix und ab 1679 in Toulouse, Region Okzitanien, in Frankreich.

## Geschichte
Gaston Phébus und seine Mutter Alienor von Comminges stifteten 1353 in Les Bordes-sur-Arize das Kloster L’Abondance-Dieu (Gnadenüberfluss Gottes) und schenkten den Nonnen 1365 das Schloss Les Salenques (mit der Kirche Saint Felix), von dem noch Reste übrig sind. Nach der Zerstörung ihres Klosters durch die Hugenotten gingen die Nonnen 1575 nach Montesquieu-Volvestre, versuchten von 1630 bis 1645 vergeblich einen tragfähigen Neubeginn in Les Bordes und wechselten in die Hauptstadt Foix, wo noch heute eine Straße den Namen „rue des Salenques“ trägt. 1681 wurde das Kloster endgültig nach Toulouse verlegt (und 1792 durch die Französische Revolution aufgehoben). Auch in Toulouse erinnert die „rue des Salenques“ an die Zisterzienserinnen. 1761 kam es zur Eingliederung der Nonnen von Fabas in das Kloster Les Salenques.